# 石埠站
石埠站是南宁轨道交通1号线的地铁车站，位于中华人民共和国广西壮族自治区南宁市西乡塘区大学西路与邕隆路交叉口地下。该站在2016年12月28日南宁轨道交通1号线西段通车时开放载客，设有4个出入口和2个側式站台。

## 设施

### 结构
石埠站设有2层，地面为出入口，地下一层为站厅，地下二层为1号线月台（往火车东站）的位置。
| 地面     | 出入口                    | 出入口                   |
| 地下一层 | 大堂                      | 客服中心、商店、自助服務 |
| 地下二层 |                           |                          |
| 側式站台 |                           |                          |
|          | █ 1号线终点站台           |                          |
|          | █ 1号线列車往火车东站方向 |                          |
| 側式站台 |                           |                          |

### 出入口
石埠站形似狹長的方形，設有4個出入口，其中C出入口设有无障碍电梯。
| 出口編號            | 建議前往的目的地                     |
| ------------------- | ------------------------------------ |
| A出入口             | 盛达路、金沙湖风景区、金沙湖农贸市场 |
| B出入口             | 邕隆路                               |
| C出入口             | 广西财经学院相思湖校区               |
| D出入口             | 大学西路                             |
| 注： 設有无障碍电梯 |                                      |

## 服务及接驳公交
工作日高峰時段（早上7時至9時、晚上5時30分至7時30分），以及节假日期间，1号线列车每班车的间隔时间為6分30秒；其余时段每班车的间隔时间為7分钟。从石埠站开往火车东站的首班车在每天上午6时30分开出，末班车在每天下午10时30分开出。
乘客可在本站周围换乘南宁公交804路和805路2条公交线路。